# 수원장안경찰서
수원장안경찰서(水原長安警察署, Suwon Jangan Police Station는 경기도남부경찰청이 관할하는 경찰서 중 하나이다. 경기도 수원시 장안구 지역을 관할한다. 경기도 수원시 장안구 정자천로 199(정자동 873-4)에 있다. 2025년 8월 5일, 기존 수원중부경찰서에서 수원장안경찰서로 명칭이 변경되었다.
서장은 총경으로 보한다.

## 기본 정보
- 주소: 경기도 수원시 장안구 정자천로 199 (정자동)
- 우편번호: 16335

## 관할 파출소 및 지구대[3]
수원중부경찰서는 3개의 지구대와 4개의 파출소를 산하에 두고 있다.
| 명칭         | 사진 | 주소                            | 관할구역                                                                           | 치안센터                  |
| ------------ | ---- | ------------------------------- | ---------------------------------------------------------------------------------- | ------------------------- |
| 장안문지구대 |      | 장안구 송정로 113 (조원동)      | 상광교동, 하광교동, 송죽동, 조원동, 영화동 일부, 정자동 일부                       |                           |
| 노송지구대   |      | 장안구 이목로 58 (파장동)       | 파장동, 이목동, 정자동 일부, 천천동 일부                                           |                           |
| 화서문지구대 |      | 팔달구 수성로182번길 3 (화서동) | 화서1동, 화서2동 일부, 영화동 일부, 정자동 일부                                    | 영화치안센터 정자치안센터 |
| 창룡문파출소 |      | 장안구 경수대로 758 (연무동)    | 연무동, 우만1동, 이의동 일부                                                       |                           |
| 동부파출소   |      | 팔달구 경수대로 621 (지동)      | 지동, 우만2동                                                                      |                           |
| 율천파출소   |      | 장안구 서부로 2124 (율전동)     | 율전동, 천천동 일부                                                                |                           |
| 행궁파출소   |      | 팔달구 창룡대로 48 (남수동)     | 장안동, 신풍동, 북수동, 남창동, 매향동, 남수동, 팔달로 1·2·3가, 중동, 구천동, 영동 |                           |

## 같이 보기
- 경기도남부경찰청